# トゥーンド
トゥーンド(Tooned)はフレームストアによって制作された、マクラーレンF1チームの本部であるマクラーレン・テクノロジーセンターを舞台にしたCGIアニメーション。シーズン1はフォーミュラ1（F1）2012年イギリスグランプリから2012年ブラジルグランプリまで、シーズン2は2013年イギリスグランプリから2013年ブラジルグランプリまで、スカイ・スポーツF1でグランプリ決勝の前後に各話約3分で放送された。現在はスカイ・スポーツのウェブサイトやマクラーレンの公式Youtubeチャンネル等から見ることができる。
その後は2013年から2014年にかけてマクラーレンのスポンサーだったモービル1のプロモーションなどに登場するも、2016年の特別エピソードを最後に制作されていない。
全編英語であり、（シーズン2の6話を除いて）他言語への吹き替えは行われていない。
本作はマクラーレン・ブランドディレクターのジョン・アラート及び、マクラーレン・グループ会長であるロン・デニスが幅広いメディア研究をした結果において、フレームストアによって監督・アニメーション化している。

## あらすじ・登場人物

### シーズン1
マクラーレン・テクノロジーセンターでの日常を描く。次年度マシン開発の為のテストを急ぎたいプロフェッサー・Mが、共に退屈なテストを嫌いトップスピードでのレースに飢えるルイス・ハミルトンとジェンソン・バトンが巻き起こす騒動に毎回のように巻き込まれる。

#### 主要な登場人物
Lewis（ルイス）
声 - ルイス・ハミルトン(Lewis Hamilton)
登場話 - シーズン1（1-7,9-12話）
マクラーレンのレーシングドライバー。レースとスピードをこよなく愛し、退屈なテストを面白いものにするべく積極的に行動し、マシンをすっ飛ばしたり、プロフェッサー・Mの説明を聞かずにマシンを弄りトラブルを起こすなど、大抵トラブルメーカーとして描かれる。2話では彼の顎髭がズレるシーンがある。
F1において2013年にメルセデスへ移籍した為に、シーズン1の最終話となる12話で最後の出演となった。最終話では最先端のシミュレータ（電波に弱い）内で携帯を弄り、無数のバグが発生した末に強制停止しそのまま消息不明となった。
Jenson（ジェンソン）
声 - ジェンソン・バトン(Jenson Button)
登場話 - シーズン1（1-10,12話）
マクラーレンのレーシングドライバー。ルイスと同じくレースが大好きなトラブルメーカーであるが、慈善活動をしていたり講義を抜け出したニックをプロフェッサー・Mにバレないようにマクラーレン・テクノロジーセンターに連れ戻すなど、紳士的な一面もある。
ジェンソン・バトンは2016年までマクラーレンに在籍していた為、シーズン1から#Hunt40までの全てのシーズンに登場している唯一のF1ドライバーである。
Professor M（プロフェッサー・M）
声 - アレクサンダー・アームストロング(Alexander Armstrong)
登場話 - 全て
マクラーレンのエンジニアリング部門のトップ。主要な登場人物では唯一、存在しない架空の人物であり人物設定はスティーブ・ジョブズとジェームズ・ボンドのQを融合したような人物とされている。
とにかく生真面目な性格で、ドライバーの2人に退屈なテストをさせては2人のいたずらや暴走に振り回され続けている。口癖は「Oh dear, It’s happened again.（やれやれ、またか）」。自身の禿頭を気にしているようで、6話ではウォーキング市長と会う際にかつらを着けていた。
大抵はドライバーが起こすトラブルに振り回されるが、6話では自身のミスで風洞の風速を最大にしてしまいドライバーやマシンなどをスクラップ場まで吹き飛ばした。
60年代から80年代初頭まで、後述のライバルによる執拗な妨害に苦しむレーシングドライバーだった。
本名については触れられていないが、8話に登場する歴代チャンピオンの肖像画の下に「M.MORRIS」と書かれている。

#### その他の登場人物
Mechanics（多数のメカニック）
声 - なし
登場話 - シーズン1（1-11話）
ほぼ全ての話に登場するがセリフは一言も喋らない。沢山のメカニックが登場するが全てのメカニックには名前が付いていない中で、唯一ヘッドメカニックにはチャーリーという名前が付けられている。
ルイスやジェンソンが起こす騒動に巻き込まれたり、レーシングカートでマクラーレン・テクノロジーセンター内を爆走するミカら3人を追跡したり、インドグランプリ後の余興の為に高度な集団ダンスを披露するなど、モブキャラながら幅広い活躍を見せる。
Sergio（セルジオ）
声 - セルジオ・ペレス(Sergio Pérez)
登場話 - シーズン1（12話）
次年度のマクラーレンのレーシングドライバー。最終話のラストシーンにてシルエットと「Hola!」の挨拶によって次シーズンでの登場を予告した。
Tour Guide（ツアーガイド）
声 - ?
登場話 - シーズン1（1-4話）
マクラーレン本部のツアーガイドをしている。しばしば、マクラーレンの過去の有名なレーシングドライバーが身に着けていた記念品（ナイジェル・マンセルの口髭、ジェームス・ハントのジョックストラップ等）を紹介してくれる。
Baron von Richtmacher（バロン・フォン・リッチマッカー）
声 - ?
登場話 - シーズン1（5話）
ドイツ人レーシングドライバー。昔、プロフェッサー・Mがレーシングドライバーだった頃のライバル。幾度となくプロフェッサー・Mのマシンに細工をして優勝を奪い取っていたが、最終的にプロフェッサー・Mによって彼が乗るエレベータを止められ、優勝を奪い取られた。
The Mayoress of Woking（ウォーキングの女性市長）
声 - ?
登場話 - シーズン1（6話）
マクラーレン本部がある街の市長。少し老婦人として描かれていて、マクラーレン本部を訪れる。F1や機械工学に非常に詳しく、瞬時に風洞のモニターの内容を理解しプロフェッサー・Mを困惑させた。
DVD版では、ダイヤモンド・ジュビリーを迎えたエリザベス2世をモチーフにしたキャラに置き換えられている。
MP4 RTD-1(正式名称：McLaren Project 4 Robot Test Driver)（マクラーレン・プロジェクト4　ロボット・テストドライバー）
声 - ?
登場話 - シーズン1（7話）
プロフェッサー・Mによって造られたロボットのテストレーシングドライバー。日本の富士山の真下に造られたテストコースでテストドライブをしており、何周走っても1000分の1秒も違わぬ完璧なタイムを出す。
あくまでテストの為に造られたロボットだったが、共に走っていたルイスとジェンソンに追い抜かされた際に『レース』の面白さを植え付けられ、次第に暴走してしまう。
ジェンソンには「ニコ・ロズボット」と命名された。
MP4-RPM1（正式名称：不明）
声 - アレクサンダー・アームストロング(Alexander Armstrong)
登場話 - シーズン1（7話）
ルイスとジェンソンが何か問題を起こすことを想定してプロフェッサー・Mによって造られた自身の身代わりロボット。レースの楽しさを覚えて暴走したMP4 RTD-1に撥ね飛ばされてしまう。
エピソード内のMP4 RTD-1との会話から、親子関係があるものと思われる。
Nyck（ニック）
声 - ニック・デ・フリース(Nyck de Vries)
登場話 - シーズン1（8, 11話）
マクラーレン・ドライバー・デベロップメント（育成）・プログラムのメンバー。マクラーレンのF1カーに乗る夢を叶えるべく、プロフェッサー・Mの講義を飛び出して展示してあったマクラーレン・MP4-27で街中を爆走したり、F1カーの運転講座中にプロフェッサー・Mの乗るサイドポンツーン型サイドカーを切り離してテストコースをフルスピードで駆けるなど、やんちゃな性格として描かれている。
しかし前者は自身の宣伝写真を席に立てかけていた為バレず、後者はサイドカーのみで制御不能に陥ったプロフェッサー・Mを最終的に助けたため、騒動の後もプロフェッサー・Mからは優秀なドライバーと評されている。
Mika（ミカ）
声 - ミカ・ハッキネン(Mika Häkkinen)
登場話 - シーズン1（10話）
元マクラーレンのレーシングドライバーで、1998年と1999年のF1ワールドチャンピオン。
マクラーレン製レーシングカートの宣伝写真の撮影のためにやって来たが、ルイスとジェンソンに唆される形でレーシングカートでマクラーレン・テクノロジーセンター内を走り回り、元F1チャンピオンとしての腕を見せつけた。
Ron Dennis（ロン・デニス）
声 - ロン・デニス(Ron Dennis)
登場話 - シーズン1（12話）
マクラーレン・グループの会長。作中において顔は画かれず、ジェームズ・ボンドの顔の出ない悪役風に出演している。彼の飼っているオウムの名前は「コスワース」。

### シーズン2
マクラーレン・テクノロジーセンターにおいて、マクラーレン創立50周年を記念した大々的なイベントを開催する。イベントでは、プロフェッサー・Mが壇上に上がりマクラーレンと共にワールドチャンピオンを勝ち取ったレジェンドドライバー達に関する統計学について4時間かけて語るつもりだったが、ある1人の観客の横槍が入り、退屈していた一同の注目を集める。

#### 主要な登場人物
Jenson（ジェンソン）
声 - ジェンソン・バトン(Jenson Button)
登場話 - シーズン2（全て）
マクラーレンのレーシングドライバー。元メカニックの話に魅入られ、プロフェッサー・Mを退場させようとする。
Sergio（セルジオ）
声 - セルジオ・ペレス(Sergio Pérez)
登場話 - シーズン2（全て）
マクラーレンのレーシングドライバー。ルイス・ハミルトンが2013年にメルセデスへ移籍し、2013年からセルジオ・ペレスがマクラーレンのレーシングドライバーとなった為にルイスと入れ替わる形で登場。セリフは少ないが、ジェンソンと共に元メカニックの話に魅入られ、プロフェッサー・Mからマイクを奪う。
Professor M（プロフェッサー・M）
声 - アレクサンダー・アームストロング(Alexander Armstrong)
登場話 - 全て
マクラーレンのエンジニアリング部門のトップ。これまでのマクラーレンの活躍を不発のジョークを交えながら統計学と数学的観点から淡々と語ろうとし、聴衆を退屈させる。
自分の話を遮って語り人気まで集めてしまう元メカニックを忌まわしく思い、あの手この手で壇上から下ろそうとするが最終話にて和解した。
シーズン1の設定と異なり、少なくともジェームズ・ハントの時代からエンジニアに転身していたようだ。
The Mechanic with No Name（老いた元メカニック）
声 - ブライアン・コックス
登場話 - シーズン2　(全て)
かつてマクラーレンの創設に携わりマクラーレンで働いていた元メカニックで、プロフェッサー・Mの話を遮り数々の名選手の現実離れしたエピソードを語る。
最終回では、ブルース・マクラレーンが少年時代に乗っていたマシンで走り出し、アラン・プロストなどとカーチェイスを繰り広げてイベントを大きく盛り上げた。
Bruce McLaren（ブルース・マクラーレン）
声 - ?
登場話 - シーズン2（2話）
後にマクラーレンの創設者となる少年。速さを求めるべく、若き元メカニックやペットであるキーウィのラッセルと共に切磋琢磨して最速のマシンを作り上げていく。
Emerson Fittipaldi（エマーソン・フィッティパルディ）
声 - エマーソン・フィッティパルディ（本人）
登場話 - シーズン2（3,8話）
ブラジル人の1974年のF1チャンピオン。ブラジルの人気者で常にファンサービスを欠かさないナイスガイだが、F1カーのハンドルを握ると、エンジンの轟音と共に容赦のないサーキットの狼へと豹変する。
James Hunt（ジェームス・ハント）
声 - トム・ハント（当人の息子）
登場話 - シーズン2（4話）
1976年のイギリス人チャンピオン。当時のプロフェッサー・Mの細い脚に惚れ込むほどのプレイボーイな性格にプロフェッサー・Mは頭を悩ませるが、1976年モナコグランプリにて、盗まれたマイクロフィルムを取り戻すべくレース中にもかかわらず映画さながらのスパイ活動に従事する。
Alain Prost（アラン・プロスト）
声 - アラン・プロスト（本人）
登場話 - シーズン2（5,8話）
何をするにしても紳士的で完璧な1985年、1986年、1989年のフランス人チャンピオン。プロフェッサー・Mとは親友を超えた特別な仲であったが、元メカニックによって1984年に0.5ポイント差でチャンピオンを逃した真の原因を知ってしまう。
Ayrton Senna（アイルトン・セナ）
声 - ブルーノ・セナ（当人の甥）
登場話 - シーズン2（6話）
1988年、1990年、1991年にタイトルを獲得した伝説のブラジル人チャンピオン。マクラーレン加入時にプロフェッサー・Mに名前を幾度となく間違われ（エイエルトン、イートン、I・E・トンなど）、その後もまるで子供を扱うかの如く接し続け、レース後インタビューにまで積極的に干渉してくるプロフェッサー・Mと激しい確執を持った。
Mika Häkkinen（ミカ・ハッキネン）
声 - ミカ・ハッキネン(本人)
登場話 - シーズン2（7, 8話）
フィンランド人の1998年と1999年のチャンピオン。彼の正体は宇宙のかなたから来たスーパーマンで、元メカニックによって育てられた。フライング・フィンの名の如く自由自在に空を飛び、彼の駆るマシンは彼自身の超能力によって動き、ピットストップも目にも止まらぬスピードで彼自身がタイヤやウイングを交換していた。
彼が早々にキャリアに終止符を打つことを決めた際、彼は後継者の飛来をプロフェッサー・Mに予告した。
最終回ではジェンソンが操るジェームズ・ハントのマシンから放たれたミサイルをレーザーで破壊している。

#### その他の登場人物
Laudfinger（ラウドフィンガー）
声 - ?
登場話 - シーズン2（4話）
ハントのライバルであり、マイクロフィルムを奪った張本人。レーザーでハントの殺害を試みるも間一髪で逃げられ、動揺している隙にレースに復帰したハントにマイクロフィルムを取り返された。
その後ハントは脱出装置を使いリタイアしたため、おそらくこのレースの勝者になったものと思われる。恐らくモデルはシーズン1でも名前を遮られた前年度チャンピオンであろう。
Lewis（ルイス）
声 - 無し
登場話 - シーズン2（8話）
2008年のチャンピオンでありかつてのマクラーレンのレーシングドライバー。前述の事情により写真のみの登場であり、シーズン1の最終話での出来事について軽く触れるのみに終わった。
Murray Walker（マレー・ウォーカー）
声 - マレー・ウォーカー(本人)
登場話 - シーズン2（声のみ4話,8話）
イギリスの著名なF1解説者かつジャーナリスト。観客に紛れていたが、ドライバー達がカーチェイスを始めた途端にマイクを持って実況を始め、イベントを更に盛り上げた。

### その他エピソードの登場人物
Smoke（スモーク）
声 - トニー・スチュワート（Tony Stewart）
登場話 - モービル1シリーズ（全編）
NASCARに参戦しているアメリカのレーシングドライバー。マクラーレンのF1ドライバー2人と共に、エンジンオイルの解説をするプロフェッサー・Mに茶々を入れる。
Kevin Magnussen（ケビン・マグヌッセン）
声 - ケビン・マグヌッセン（Kevin Magnussen）
登場話 - Mobil 1 Oil: An Odyssey
マクラーレンを離脱したセルジオ・ペレスと入れ替わる形で登場。ジェンソンやスモークとは異なる、寡黙なインテリキャラとして描かれる。時折デンマーク語を話し、英語の字幕が物理的に現れる。
Fernando Alonso（フェルナンド・アロンソ）
声 - フェルナンド・アロンソ（Fernando Alonso）
登場話 - #Hunt40
同じくマクラーレンを離脱したケビン・マグヌッセンに代わって登場。モナコの一角でくつろぎながら、ジェンソンが語るジェームス・ハントのエピソードに聞き入る。
1度のチャンピオン獲得からしばらく失意のシーズンを過ごしたハントに深く同情する旨の発言をしている。
Agent Vandoorne（エージェント・バンドーン）
声 - ストフェル・バンドーン（Stoffel Vandoorne）
登場話 - #Hunt40
声のみの出演。ジェンソンがマクラーレンとの契約にスパイ活動が含まれていることをフェルナンドに告げた直後に、ラジオを通じてドライバー達に任務を与えた。

## モービル1シリーズ
2013年にマクラーレンのスポンサーであるモービル1のプロモーションの為に6話の特別なエピソード「Mobil 1 The Story Of Oil」が公開された。ジェンソン、セルジオ、スモークとプロフェッサー・Mが出演し、ドライバー3人に茶々を入れられながらも、エンジンオイルの歴史やモービル1の利点と鉱物油の欠点、エンジンの構造とエンジンオイルの役割などをプロフェッサー・Mが細かく解説する内容となっている。
2014年にはセルジオをケビンに置き換え、化学合成エンジンオイルの基本を学ぶ追加のエピソード「Mobil 1 Oil: An Odyssey」が3話公開された。

## #Hunt40
ジェームス・ハントのチャンピオン獲得40周年を記念して2016年10月22日にマクラーレンの公式Youtubeにて公開された特別エピソード。
ジェンソンとフェルナンド・アロンソが登場し、ジェンソンが40年前のモナコグランプリで起こった大事件とジェームス・ハントの知られざる活躍をフェルナンドに語る、という内容である。
ジェームス・ハントの登場するシーンはシーズン2の4話から丸々流用されている。

## 各話リスト

### シーズン1
| 話数 | サブタイトル             | 放送日         |
| ---- | ------------------------ | -------------- |
| 1話  | Wheel Nuts               | 2012年7月8日   |
| 2話  | Slicks                   | 2012年7月22日  |
| 3話  | Track to the Future      | 2012年7月29日  |
| 4話  | Beyond the Limit         | 2012年9月2日   |
| 5話  | Lift Story               | 2012年9月9日   |
| 6話  | Gone with the Wind       | 2012年9月23日  |
| 7話  | The Rising Son           | 2012年10月7日  |
| 8話  | Lecture Circuit          | 2012年10月14日 |
| 9話  | Strictly Bollywood       | 2012年10月28日 |
| 10話 | Photo Finnish            | 2012年11月4日  |
| 11話 | Side Tracked             | 2012年11月18日 |
| 12話 | A Glitch Too Far: Part 1 | 2012年11月25日 |

### シーズン2
| 話数 | サブタイトル                 | 放送日         |
| ---- | ---------------------------- | -------------- |
| 1話  | A Night To Remember          | 2013年6月30日  |
| 2話  | The Bruce McLaren Story      | 2013年7月29日  |
| 3話  | The Emerson Fittipaldi Story | 2013年8月23日  |
| 4話  | The James Hunt Story         | 2013年9月9日   |
| 5話  | The Alain Prost Story        | 2013年10月6日  |
| 6話  | The Ayrton Senna Story       | 2013年10月28日 |
| 7話  | The Mika Häkkinen Story      | 2013年11月3日  |
| 8話  | The Grand Finale             | 2013年11月24日 |

### Mobil 1 The Story Of Oil
| 話数 | サブタイトル               | 公開年 |
| ---- | -------------------------- | ------ |
| 1話  | What’s Oil About?          | 2013年 |
| 2話  | The History of Lubrication | 2013年 |
| 3話  | Experiments                | 2013年 |
| 4話  | Oil Around the World       | 2013年 |
| 5話  | Inside an Engine           | 2013年 |
| 6話  | Oil’s Well that Ends Well  | 2013年 |

### Mobil 1 Oil: An Odyssey
| 話数 | サブタイトル | 公開年 |
| ---- | ------------ | ------ |
| 1話  | Part 1       | 2014年 |
| 2話  | Part 2       | 2014年 |
| 3話  | Part 3       | 2014年 |

### Tooned #Hunt40
| 話数 | サブタイトル | 公開日         |
| ---- | ------------ | -------------- |
| 1話  | #Hunt40      | 2016年10月22日 |

## プロモーション
- プロモーションとして2012年ハンガリーグランプリ以降、Toonedロゴはマクラーレンのレーシングマシンであるマクラーレン・MP4-27と2013年のレーシングマシンであるマクラーレン・MP4-28のリアウイングの後ろに書かれている。
- シーズン1のDVDは2012年12月10日に、シーズン2のDVDは2013年12月9日に発売された。

## 余談
作中にはF1に関連した小ネタが数多く散りばめられている。例として、
- シーズン1の8話でニックがマクラーレン・MP4-27を駆って訪れたハンバーガー店の名称が「Gerhard’s Burgers」（ゲルハルト・ベルガーの英語読みのガーハード・バーガーをかけている）。
- シーズン1の10話でミカがルイスとジェンソンを同時に追い抜くシーンは2000年ベルギーグランプリのオマージュである。
- シーズン2の6話でセナとプロフェッサー・Mが確執を起こす場面は、人物や場面こそ違えど1989年に起こったセナとプロフェッサーの確執を暗喩している。

シーズン2で登場するレジェンドドライバーの大部分が本人、もしくは血縁者が声優を担当しており、そのクオリティへの拘りの高さが窺える。
本作はアニメーションクオリティの高さにおいて定評があるが、いくつかのミスが確認されている。
3話
- エントランスロビーのシーンにおいて、ルイスとジェンソンとプロフェッサー・Mがエレベーターに乗る引きのショットにおいては居ない白いスーツの男性が次のツアーガイドが説明をしているシーンになると突然現れる。
- ルイスが被った未来のヘルメットでプロフェッサー・Mをスキャンすると、何故かルイスの過去のレース経歴が表示される。
- ヘルメットエアバッグが割れた時はプロセッサー・Mから見てルイスが左・ジェンソンが右に居るが、次のシーンにおいて油を吸い上げ、二人にプロッフェサー・Mが近づいたシーンでは二人の立ち位置が入れ替わっている。

10話
- ミカが走り去った後、残された青と赤のレーシングカートの配色が一時的に入れ替わる。